# KylieFever2002: Live in Manchester
KylieFever2002: Live in Manchester ist eine DVD der australischen Sängerin Kylie Minogue von ihrem Konzert KylieFever2002. Sie wurde am 4. Mai 2002 in der Manchester Arena in Manchester gefilmt und am 18. November 2002 in Australien veröffentlicht.
Die DVD enthält das volle zweistündige Konzert, einen 30-minütigen Dokumentarfilm, Projektionen der Titel Cowboy Style, Light Years / I Feel Love, I Should Be So Lucky und Burning Up und eine Fotogalerie.
Der Film wurde als Video-CD von Parlophone veröffentlicht, als DVD gab es eine Veröffentlichung von Capitol Records und eine weitere von EMI Music Distribution inklusive Bonus-CD für Kanada.

## Titelliste
Act 1: Silvanemesis
- Come into My World
- Shocked
- Love at First Sight
- Fever

Act 2: Droogie Nights
- Spinning Around

Act 3: The Crying Game
- The Crying Game Medley

Act 4: Street Style
- GBI: German Bold Italic
- Confide in Me
- Cowboy Style
- Kids

Act 5: Sex in Venice
- On a Night Like This
- The Loco-Motion
- In Your Eyes

Act 6: Cybertronic
- Limbo
- Light Years/I Feel Love
- I Should Be So Lucky

Act 7: Voodoo Inferno
- Burning Up
- Better the Devil You Know
- Can’t Get You Out of My Head